# 國立玉里高級中學
國立玉里高級中學（National Yuli Senior High School），位於花蓮縣玉里鎮，簡稱玉里高中，為花蓮南部唯一的高級中等學校，由於就學需要，增設了職業類科及原住民實驗班。

## 校史
- 1968年5月開始籌備。
- 1968年8月1日該校正式成立。
- 1971年8月設立商業科及家事科。
- 1974年8月設立全國首創的石工科。
- 1978年8月增設會計統計科。

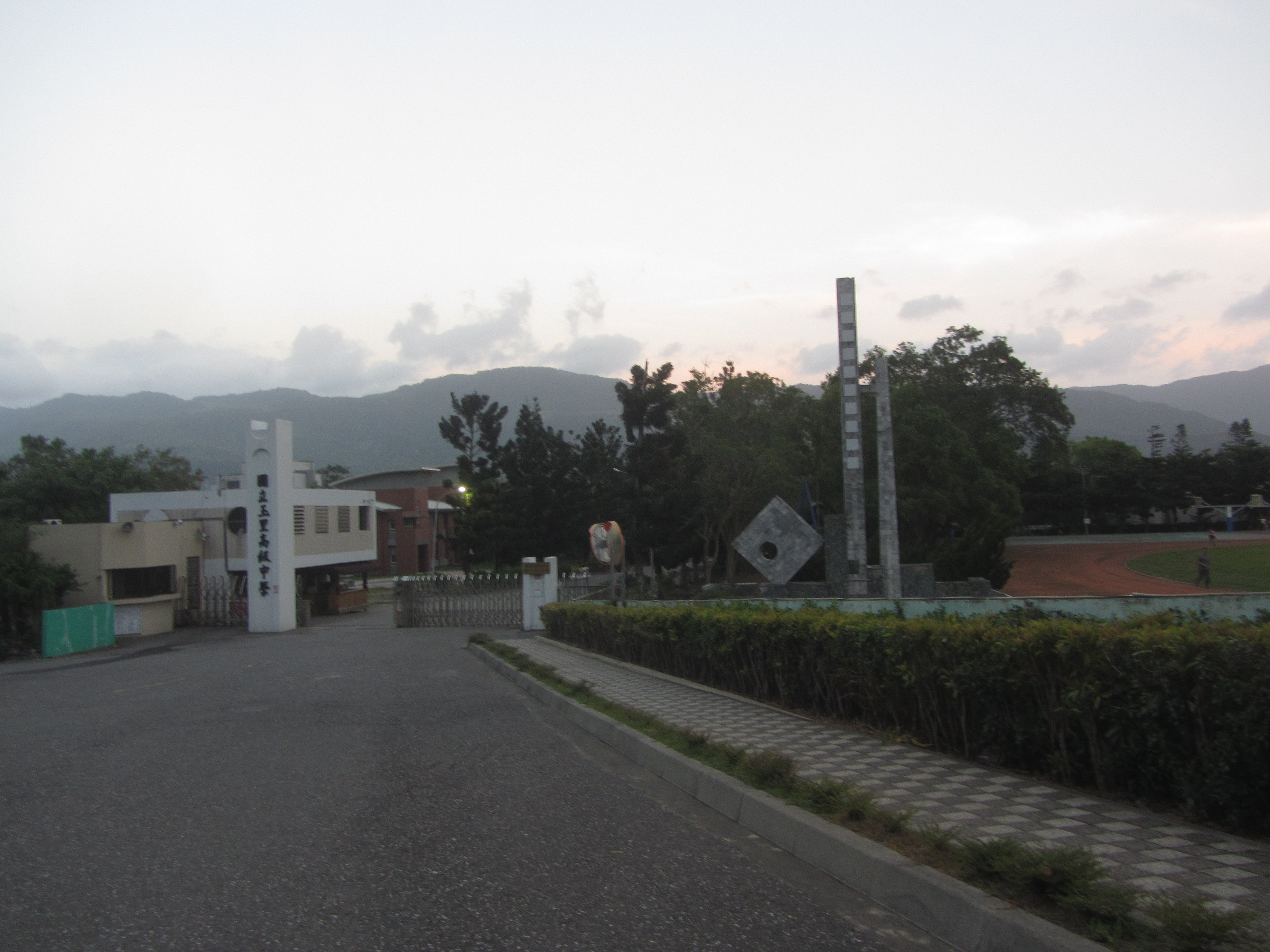
校門

- 1986年石工科改為工業類工藝群美工科甲類。
- 1987年家政科停招。
- 1988年8月會計統計科改為會計事務科。
- 1992年8月會計事務科調整為資料處理科。
- 1999年8月增設體育班及美容科。
- 2000年8月辦理綜合高中，設有學術、資訊應用、商業服務、室內設計、美容美髮、餐飲管理六學程。
- 2001年8月增設特教班綜合職能科。
- 2005年8月美工科調整為廣告設計科。
- 2013年8月因應學生需求及時代潮流，日間部商業經營科調整為電子商務科、美容科調整為時尚造型科。
- 2016年8月為提供學生專業精緻的學習領域，提升學校教育品質，經校務會議決議綜合高中退場，增設餐飲管理科、觀光事業科、原住民藝能班。
- 2019年8月綜合職能科改為旅館服務科。
- 2020年8月原住民藝能班改為原住民實驗班。

## 相關科系介紹
- 普通科
  - 普通科
  - 體育班
  - 原住民實驗班
- 技術類科
  - 電子商務科
  - 資訊管理科
  - 廣告設計科
  - 時尚造型科
  - 餐飲管理科
  - 觀光事業科
  - 旅館服務科
- 進修部
  - 商業經營科
- 綜合高中（106年退場）
  - 學術社會學程
  - 學術自然學程
  - 室內設計學程
  - 餐飲學程

## 外部連結
- 國立玉里高級中學（页面存档备份，存于）